# Rémi Walter
Rémi Walter (Essey-lès-Nancy, 26 april 1995) is een Frans voetballer die doorgaans als defensieve middenvelder speelt. Hij verruilde AS Nancy in januari 2016 voor OGC Nice.

## Clubcarrière
Walter komt uit de jeugdacademie van AS Nancy. Hij debuteerde voor AS Nancy in de Ligue 2 op 3 augustus 2013 tegen AJ Auxerre. Hij speelde de volledige wedstrijd. Op 30 augustus 2013 scoorde hij zijn eerste profdoelpunt tegen Tours. Hij dwong meteen een basisplaats af in zijn debuutseizoen.

## Interlandcarrière
Walter kwam uit voor diverse Franse nationale jeugdelftallen.
1 Bouallak ·
2 Palmer-Brown ·
3 Koné ·
4 Biancone ·
5 Dingomé ·
6 Kouamé ·
7 Touzghar ·
9 Suk ·
10 Tardieu ·
11 Rodrigues ·
12 Conté ·
13 Ugbo ·
14 Chambost ·
15 Azamoum ·
16 Renot ·
17 Salmier ·
18 Ilić ·
19 El Hajjam ·
20 Ripart ·
22 Larouci ·
23 Rami  ·
24 Chavalerin ·
25 Baldé ·
26 Mothiba ·
27 Domingues ·
28 Chadli ·
29 Kaboré ·
30 Gallon ·
31 Metinho ·
40 Moulin ·
Coach: Irles